# 김동욱 (1934년)
김동욱(1934년 1월 4일~)은 대한민국의 정치인이다. 제10·12·15·16대 국회의원을 지냈다.

## 역대 선거 결과
|  | 21.11% |

|  | 29.26% |

|  | 44.52% |

|  | 43.67% |

|  | 38.25% |